# Светско првенство у биатлону 1958.
Светско првенство у биатлону 1958. било је прво светско првенство у биатлону у мушкој конкуренцији. Одржано одржано је у граду Залфелдену у покрајини Салцбург у Аустрији, 2. марта 1958. године, на којем је званично одржана само појединачна трка на 20 км у којиј су додељене медаље и незванична екипна трка. 

## Систем такмичења
У појединачној трци  на 20 км гађано је четири пута у 5 мета. Растојања од мета су се мењала. Прво гађање је било на удаљености од 250 метара, друго на 200, треће 150, а четврто  и једино гађање у стојећем ставу било је на 100 метара удаљености. Сваки промашај је кажњаван са додатним временом од 2 минута.
Резултати у екипној конкуренцији добијени су сабирањем времена такмичара из једне државе, ако је имала четири представника. Ови резултати су били незванични и медаље нису додељене. Штафетне трке су постале део званичног пограма тек на светским првенствима од 1966. године.
Такмичило се само у мушкој конкуренцији. Учествовало је 25 биатлонаца из 7 земаља. Медаље су освојили представници две земље. Први светски првак у биатлону у појединачној трци на 20 километара, био је шведски биатлонац Адолф Виклунд.

## Земље учеснице
| Evropa (28)                 | Evropa (28)                 | Evropa (28)                         |
| --------------------------- | --------------------------- | ----------------------------------- |
| - Аустрија (4) - Финска (4) | - Норвешка (4) - Пољска (4) | - Совјетски Савез (4) - Шведска (4) |

## Резултати

### Трка на 20 км појединачно
| Медаља | Име               | Држава          | Промашаји | Резултат  | Заостатак |
| ------ | ----------------- | --------------- | --------- | --------- | --------- |
|        | Адолф Виклунд     | Шведска         | 3         | 1:33:44,0 | 0,0       |
|        | Оле Гунериусон    | Шведска         | 3         | 1:34:13,0 | +0:29,0   |
|        | Виктор Бутаков    | Совјетски Савез | 6         | 1:34:46,0 | +1:02,0   |
| 4.     | Стуре Охлин       | Шведска         | 3         | 1:35:47,0 | +2:03,0   |
| 5.     | Арвид Ниберг      | Норвешка        | 7         | 1:36:54,0 | +3:10,0   |
| 6.     | Пенти Непари      | Финска          | 7         | 1:37:13,0 | +3:29,0   |
| 7.     | Валентин Пшеницин | Совјетски Савез | 7         | 1:37:14,0 | +3:30,0   |
| 8.     | Свен Нилсон       | Шведска         | 6         | 1:40:14,0 | +6:30,0   |
| 9.     | Димитри Орлов     | Совјетски Савез | 11        | 1:41:21,0 | +7:37,0   |
| 10.    | Александар Губин  | Совјетски Савез | 10        | 1:42:12,0 | +8:28,0   |

За сваки промашај мете добијала се казна од 2 додатна минута.

## Биланс медаља
Рачунају се резултати само званичног дела такмичења.
|   | Земља           |   |   |   |   |
| - | --------------- | - | - | - | - |
| 1 | Шведска         | 1 | 1 | - | 2 |
| 2 | Совјетски Савез | - | - | 1 | 1 |
|   | Укупно (2)      | 1 | 1 | 1 | 3 |

## Незванични програм

### Екипна трка
Трка није одржана, него су сабирана времена такмичара у појединачној трци.
| Медаља | Држава   | Име                                                                                 | Резултат | Резултат |
| ------ | -------- | ----------------------------------------------------------------------------------- | -------- | -------- |
| 1.     | Шведска  | Адолф Виклунд Ole Gunneriusson Стуре Охлин Свен Нилсон                              | 6:23:58  |          |
| 2.     | СССР     | Виктор Бутаков Валентин Пшеницин Дмитриј Соколов Алрксандар Губин                   | 6:35,33  | +0:11:35 |
| 3.     | Норвешка | Арвин Ниберг Асбјорн Бакен Кнут Волд Ролф Гратеруд                                  | 7:23:58  | +1:00:00 |
| 4.     | Пољска   | Станислав Земба Stanisław Styrczula Станислав Шчепанјак Stanisław Gąsienica-Sobczak | …        |          |